# Den historiska skolan

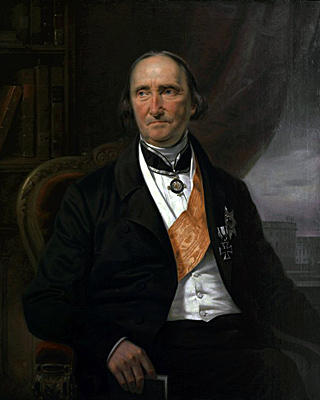
Friedrich Carl von Savigny (1779–1861) var den historiska skolans portalfigur.

Den historiska skolan var en konservativ rättsfilosofisk skola, som uppstod under romantiken som en reaktion mot den förnuftsbaserade naturrättsläran. Upplysningstiden och det politiska omvälvningarna vid franska revolutionen var även faktorer som bidrog till den historiska skolans grundande.
Till skolan förs ibland även likartade teorier från andra discipliner, som också går under det gemensamma namnet historism. 
Den förste företrädaren för den historiska skolan var Gustav Hugo, men som den historiska skolans främste sagesman brukar anses vara Friedrich Carl von Savigny (1779–1861) och dennes programskrift Vom Beruf unser Zeit für Gesetzbegung und Rechtwissenschaft (1814).

## Teori
Historiska skolan bygger på en rättspositivistisk syn. Slutsatsen var att den kunskap vi kan finna är den som finns här och nu. Skolan konstaterade att det inte går att finna absoluta, eviga sanningar. Däremot konstaterade den historiska skolan att det går att avgöra den positiva rättens ståndaktighet. Detta skulle ske genom studier av historien. Den historiska skolan är rättsgenetisk, alltså organisk. Med detta menas att den har ett organiskt synsätt på rätten. För att förstå framtiden måste man enligt den historiska skolan studera historien, eftersom rätten utvecklas konstant. Genom att studera vilka rättsliga uttryck som bestått över lång tid kan man därmed även till viss del förutse framtiden.  
Framför allt bygger den historiska skolan på uppfattningen om historien som organisk och har i detta sprungit fram ur Herders filosofi. Savigny ansåg att rätten inte kan tänkas fram, utan att den är skapad av tradition, det vill säga sedvänja. Från sedvänja formas genom rättsvetenskapsmännen till vetenskap. I och med detta avvisade han att rätten skulle vara universell och evig. Juristens sak, enligt den historiska skolan, var därmed inte att med sitt förnuft finna vad det rätta var, utan att istället utröna folkmedvetandets uppfattning om det rätta. Ett sådant folkmedvetande (allmänna rättsmedvetandet) skilde sig åt från ett land till ett annat. Savigny ansåg att domaren skulle använda sig av det så kallade dubbelförståelsen för att finna gällande rätt. Det innefattar att söka efter det allmänna rättsmedvetandet (rättsförhållandeperspektivet) och den legala grunden, doktrin (rättsinstitutsperspektivet) och genom tolkning av dessa finna gällande rätt. Savigny menade att rätten på så vis blir förutsägbar och likvärdig för alla. 